# Jaílton Paraíba
Jaílton Paraíba (11 de octubre de 1990) es un futbolista brasileño que juega como delantero en el Sabah F. C. de la Superliga de Malasia.

## Trayectoria

### Clubes
| Club                  | País    | Año       |
| --------------------- | ------- | --------- |
| União São João        | Brasil  | 2010      |
| Remo                  | Brasil  | 2010-2011 |
| União São João        | Brasil  | 2011      |
| Mogi Mirim E. C.      | Brasil  | 2011      |
| CRB                   | Brasil  | 2011      |
| F. C. Santa Cruz      | Brasil  | 2012      |
| Shanghai Shenxin      | China   | 2012-2014 |
| Yanbian Baekdu Tigers | China   | 2015      |
| Dalian Transcendence  | China   | 2016-2017 |
| Gençlerbirliği S. K.  | Turquía | 2017-2019 |
| Tokyo Verdy           | Japón   | 2019      |
| Tokyo Verdy           | Japón   | 2021      |
| Qingdao Youth Island  | China   | 2022-2023 |
| Sabah F. C.           | Malasia | 2023-     |